# Chiquimula (volcan)
Pour l’article homonyme, voir Chiquimula.
Le Chiquimula est un champ volcanique du Guatemala.